# Sonorant
In der Phonologie ist ein Sonorant oder Sonorlaut ein Vokal oder ein Konsonant, bei dessen Bildung keine Turbulenz im Luftstrom hinter der Verengung entsteht. Die Artikulationsart der sonorantischen Konsonanten steht damit im Gegensatz zu jener der Obstruenten. Sie stehen den Vokalen nahe und sind wie die Vokale akustisch als Klänge aufzufassen. Aufgrund ihrer Definition sind sie immer stimmhaft. 
Sonorantische Konsonanten zeichnen sich in der Lautbildung dadurch aus, dass im Vokaltrakt kein Druckaufbau entsteht, der durch einen Verschluss oder durch Reibung gelöst würde. Wie bei den Vokalen wird der Luftstrom nicht behindert, so dass sie ebenso wie Vokale Silbenträger sein können. Bei Sonoranten ist die Stimmritze so angeordnet, dass spontan Stimmbildung möglich ist.
Hall (2000: 105) bestimmt als Sonoranten „sonorantische Konsonanten wie /m n l r ɾ ɹ ʀ/, Gleitlaute wie /w j/ sowie Vokale.“ Zu den Sonoranten im Deutschen gehören entsprechend (neben den Vokalen) die nasalen Phoneme /m/, /n/, /ŋ/, das laterale Phonem /l/, der Vibrant /r/ und der Approximant (Gleitlaut) /j/.